# 前橋ウィッチーズ
『前橋ウィッチーズ』（まえばしウィッチーズ）は、サンライズ制作のテレビアニメ。および同作の主要キャストによる5人組声優アイドルグループ。テレビアニメは2025年4月から6月までTOKYO MXほかにて放送された。

## 概要
バンダイナムコフィルムワークスプロデュース、サンライズ（SUNRISE Studios）制作によるオリジナルアニメ作品。
群馬県前橋市を舞台に、魔女になりたい5人の少女が様々な悩みと向き合いながら成長していくという内容。前橋市を舞台に選んだ理由について、サンライズは「地方都市に生きる若者がとあるきっかけから人の悩みに向き合い、自分たちもその中で悩み、乗り越えて成長していく様子を描く作品の情景に、前橋市がぴったりだった」と朝日新聞の取材に対して答えた。また、前橋市という街も一つの登場人物であるという。作中には群馬県庁舎や広瀬川、市内の商店街など実在の背景が描かれる。
主人公らの魔法は「歌うこと」を通して発動する。その「歌」によって魔法空間に誘われた者は願いをかなえることができる。劇中歌のほか、オープニングやエンディングの歌唱は主要キャスト5人（春日さくら、咲川ひなの、本村玲奈、三波春香、百瀬帆南）によるユニット「前橋ウィッチーズ」が担当する。
シリーズ構成・脚本の吉田恵里香は本作について「人の願いとは、なりたいものとは何かを探す物語。主人公5人は割と欠点があり、悩みを抱え過去を持つので等身大に感じてもらえるはず」と述べている。また、人が持つ欲望や負の気持ち、欠点などに対し「それって悪いことなの」と問いたいと『ほっとぐんま630』（NHK前橋放送局）の取材に対して答えたこともある。
アニメライターの前田久は、本作について
と評した。また、（第2話でルッキズムに切り込むなど）社会派の要素にも期待できそうだと述べる。

### あらすじ
前橋市に住む女子高生・赤城ユイナは、突然現れた謎の生物ケロッペから魔女見習いにスカウトされた。正式な魔女になれば、どんな願いでも叶えられる。ユイナは先にスカウトされていた4人の少女達と力を合わせて、魔女になる為の修行を始める。
修行の内容は困っている人の願いを叶えて、その報酬である魔法ポイント（マポ）を貯める事。ケロッペが作った異空間に店を構えて、5人は店の客の願いを叶えようと頑張るが、なかなか上手くいかない。そして彼女達は各々が抱えている悩みと向き合う事になる。

### 聖地
この節では、作中に登場する実在の場所（いわゆる聖地）について概観する（特に断りのない限り出典：）。
- 日本トーターグリーンドーム前橋
- 中央通り商店街
- JR前橋駅
- 三俣駅、上泉駅、北原駅、新里駅、赤城駅 - 前橋ウィッチーズのネーミングの由来
- 広瀬川 - 比刀根橋から望む広瀬川が登場
- 弁天通り商店街
- オリオン通り商店街 - 七福神あられの株式会社幸煎餅の横。また、かつて放送されたテレビ番組『ウッチャンナンチャンのウリナリ!!』の企画により「ブラビ通り」の別名も持つ[9][10]
- 群馬県庁舎[11][12]

## 沿革

### 2024年
- 9月5日、株式会社バンダイナムコフィルムワークスより「来春より放送予定」というプレスリリースが発表[13]。第1弾ティザービジュアル・第1弾PVが公開される[14]。
- 9月28日、前橋シネマハウス（前橋市千代田町）で先行上映会。主人公役5人の声優による挨拶もあった。県内外から100人のファンが集まる。春日さくらは「上毛電鉄とユイナが一緒に走るシーンが好き」と話す[15]。
- 9月29日、けやきウォーク前橋（前橋市文京町）でお披露目イベント。声優5人がオープニングテーマ「スゴすぎ前橋ウィッチーズ!」などを披露した[16]。
- 10月22日頃には県外から聖地巡礼に来るファンが確認されている。前橋市内の商店街で「推し」のグッズとともに記念撮影をしている（上毛新聞による）[17]。
- 11月28日頃、第2弾ティザービジュアル・第2弾PVが公開される[18]。
- 12月1日、道の駅まえばし赤城（前橋市田口町）で声優5人のイベント[11]。

### 2025年
- 2月9日頃、第3弾ティザービジュアル・第3弾PVが公開される。主人公たちの活動舞台となる花屋が「ドリーミードリーミーフラワー」という名称であると判明[19]。
- 2月21日までに、バンダイナムコフィルムワークスは放送開始の日程と放送時間帯を公表[20]。2月21日から25日まで、群馬県庁で「群馬県内ロケ作品パネル展」が開催される。映画『大きな玉ねぎの下で』ドラマ『ウイングマン』などと並んで本作が紹介される[21]。
- 2月23日、ユナイテッド・シネマ前橋（前橋市文京町）にて先行上映会。前橋ウィッチーズのほか、ケロッペ役の杉田智和も登場。主要キャスト6人が揃うのはこの時が初[22]。上映会に先立ち、前橋ウィッチーズは前橋東照宮（前橋市大手町）で本作の成功を祈願した[23]。
- 2月25日、前橋市はこの日発表された2025年度一般会計当初予算案で「前橋ウィッチーズ」関連事業に1524.5万円を新規計上[24]。上毛電鉄やバス車両へのラッピングや案内看板を整備するのだという[25]。
- 3月22日、赤城フーズ株式会社（前橋市上大島町）がコラボ商品「ユイナのあまずぱ～いカリカリ梅」を発売。群馬県で開発された新品種「ゆみまる」を使用[26]。
- 3月29日から道の駅まえばし赤城観光案内所（前橋市田口町）で、4月1日から前橋観光コンベンション協会事務所（前橋市本町）で公式コラボグッズが販売開始[27]。
- 4月6日、テレビアニメシリーズの放送がスタート。
- 4月7日、群馬県内の郵便局105局で本作とコラボしたオリジナルフレーム切手セットが限定販売された[28]。
- 5月15日、初のファンブック『前橋ウィッチーズ FIRST FAN BOOK』が発売される。メインキャスト5名のインタビューや前橋市で撮影した写真が含まれる[29][30]。
- 5月30日からBS11の音楽番組『Anison Days』にてコラボコーナーが開始された。「SONG COLLECTION」の回でメンバーによるカバー楽曲の歌唱が放送される[31][32]。
- 6月8日から6月15日まで、TOKYO MXなどで放送された第10話の内容（ウィッチーズのメンバー5人が第1話以降の活動に関する記憶などを消去される）と連動して、公式サイトやX（旧Twitter）公式アカウントのヘッダー画像からユイナらのイラストが削除され[33]、サイト上のキャラクター一覧ページからも削除され膳栄子のみとなっている。
  - 膳栄子のみ：[34]
  - 変更前（通常時）：[35]

さらに舞台地である前橋市役所公式サイト内に開設されている本作紹介ページも、画像が本作公式サイトと同様にユイナら5人が削除されたものに差し替えられ、作品タイトルなども空白化されていたた（6月16日で通常時のものに差し替えられた。現在、公式サイトにはウィッチーズ5人と膳栄子が表示されている）。
- - 差し替えられたもの：[36]
  - 変更前（通常時）：[37]
- 6月13日頃、老舗 三俣せんべい（前橋市三俣町）が醬油味の煎餅（33×27センチ）にデコレーションした製品を発売。卵白と砂糖をメンバーカラーに着色したものを使って1枚ずつ手書き。職人の高度な技が必要であると朝日新聞は伝える[38]。
- 6月22日、テレビアニメシリーズの最終話が放送される。
- 6月29日、キャストが出演する特番『前橋ウィッチーズ ふりかえり特番 思い出の花を咲かせよう!』が放送される[39]。
- 7月7日、上毛電鉄でラッピング電車（700型713編成を使用[40]）の運行が始まる（2026年3月末までの予定）。同日、中央前橋駅で行われたお披露目会には約300人のファンが集まった[41][注釈 1]。
- 8月1日、「TOKYO IDOL FESTIVAL2025」でライブ披露。

## 登場キャラクター
赤城 ユイナ（あかぎ ユイナ）
声 - 春日さくら
主人公。15歳の高校1年生。ウィッチーズでの担当色は桃色。いつも明るく前向きで元気な少女。トラブルに対して的確な意見を述べる賢い一面もあるが、言い方が独特なのでアズからは苦手意識を持たれている。しかし本人は全然気にしない。一人称は「うち」である。
人とコミュニケーションをとるのが苦手で、一方的に話しては周囲に引かれてしまっていた。そのためウィッチーズのメンバーが自室に来るまで、自宅に友達を呼んだことが無かった。
カメラが好きで、エモエモ最強マックスな1枚（元ネタは富士フィルムの写ルンです）を撮ろうと写真を撮りまくっている。フィルムの使い捨てカメラを使用し、自分で現像することもできる。
新里 アズ（にいさと アズ）
声 - 咲川ひなの
担当色は紫。ファッションや美容関係への興味が強く、流行への感度も高い。好き嫌いが激しい性格で口も悪く、素直過ぎるユイナを毛嫌いしている。自分と同類の人種も嫌い。
本当の姿は太っており、お店にいる時は常に魔法を使って体型を変えている為、他4人より疲れやすい。プライベートな部分は絶対に周囲に明かさず、現実世界では体型が戻ってしまうためビラ配りには参加しない。魔法で体型を現実世界でも維持できるようになる為、一刻も早く修行を終えて願いを叶えようとしている。
登場時は1人だけ協調性が無い場面やユイナに対する辛辣な態度が目立ったが、同族嫌悪から暴言を吐いてしまった太っている芸能人お客の苦労と覚悟を知りライブ終わりにきちんと本心から謝る。
その後は毒舌は相変わらずだがユイナへの態度はかなり軟化して笑顔を見せるようになり、他のメンバーとも打ち解けていき、取り組みにも真面目に参加するようになる。
だが栄子の裏切りにより魔法が解け、太った姿をユイナ達に見られショックを受ける。それでもユイナの言葉に勇気づけられ、皆に姿を晒すことができた。記憶が消える寸前に素直になることができたが、皆と同様にユイナ達を忘れてしまう。
ウィッチーズの中では唯一、家族や自宅について明らかになっていない。
北原 キョウカ（きたはら キョウカ）
声 - 本村玲奈
担当色は緑。5人の中で最も背が高く、同じ年齢とは思えない程に大人っぽい振る舞いをするウィッチーズ1の常識人にして、お姉さん役。常に俯瞰で状況を見ており、誰よりも冷静に対応する。
裕福な家庭で育ち、県内トップクラスの進学校に通っていて暗算も得意。しかし親からの期待や理想の押しつけが強く、そのストレスからVTuber「モグタン」（声 - 柳晃平）に依存しマポで課金するまでになるが、彼に裏切られてショックを受ける。しかしチョコの境遇を知ることで恵まれている自分が小さなことで悩んでいたと反省し、もっと前橋を良くするために前橋市長になると決心した。その後はキョウカ市長というニックネームで呼ばれるが、敢えて受け入れている。
三俣 チョコ（みつまた チョコ）
声 - 三波春香
担当色は黄色。ユイナ以上に明るく振る舞うウィッチーズのムードメーカー。常にテンションが高く、ユイナとのコンビで周囲をかき乱す。口癖は「チョコちゃんカッター！」。現実世界では眼鏡をかけている。
明るい反面、食べ物は他者のものでもすぐに貰おうとする図々しい部分や、話が進むと仕事中でもボーッとしたり、居眠りをする事が目立ち、真面目なキョウカをイラつかせる原因にもなっている。
他4人が開いてくれた自身の誕生会を邪魔されたとは言え、お客として来店した認知症を患っている高齢女性には舌打ちして暴言を吐くといった普段とは想像できないくらい辛辣な態度に周囲を驚かせ、キョウカを本気で怒らせてしまう。
その真相は自分にだけ過剰に甘えてくる祖母（声 - 本間沙智子）、妹・弥生（声 - 森嶋優花）、弟・泰造（声 - 川上ひろみ）の世話を強いられるヤングケアラーで、お店から現実世界に戻った際、家族の世話の為に毎回魔法で時間を巻き戻して段々と疲労が溜まり、仕事中に居眠りするようになったのはこの為。可哀想と思われたく無い為に周囲には隠していたが、ケロッペの計らいで現実世界で自分の手助けをしてくれたユイナには全てを話している。
母（声 - 織江珠生）は看護師で、夜勤の仕事が多く家にはほぼおらず、父は亡くなっている。
ユイナと話したことをきっかけに家族や学校にSOSをハッキリと伝えるようになり、様々な制度を利用する事で自身の負担をかなり減らす事ができ、メンバーに謝罪後に自身の境遇を打ち明け、キョウカとも仲直りをした。
上泉 マイ（かみいずみ マイ）
声 - 百瀬帆南
担当色は青。クールな現実主義者で、波風を立てないように振る舞う事が多い。5人の中ではツッコミ役。周囲の目や身の丈を常に気にしているが、時には大胆な行動に出る。
SNSでは『無難コーディネイター熊井』と名乗り、座右の銘である「100点よりも70点」に基づいた無難なファッションを披露して、12万人以上のフォロワーを獲得している。
ゲーム好きの父の影響で自宅には様々なゲーム機が揃えられており、自身もゲームが得意。
小学生の頃から付き合いがある3歳年上の友達・優愛を「優愛姉」と呼び慕っている。
優愛曰く、小学生の頃のマイはゲーム好きの地味な少女であったとのこと。
座右の銘である「100点より70点」も、元々は小学校にうまく馴染めず悩んでいたマイが優愛から言われた言葉である。
「今の自分があるのは優愛のおかげであり、優愛のおかげで毎日が楽しくなった」と語り、優愛に対して単なる友達には収まらない深い感情を抱えている。
優愛が行動原理の中心になっており、魔女になるための修行をしているのはケロッペから「優愛と一番の親友になれる」と誘われたからである。
また『無難コーディネイター熊井』として活動しているのも、お洒落好きでSNSでの発信を積極的に行っている優愛の影響を受け、マイ自身もお洒落の勉強やSNSの発信を努力した結果である。
過剰に尽くしてしまう事から当の優愛からは「重い」と言われた上にアズにもドン引きされ、度々イジられるようになる。
ケロッペ
声 - 杉田智和
カエルのような外見の使い魔。5人を魔女見習いにスカウトして、店を訪れるお客の願いを叶えて魔力を集めさせている。5人をサポートするが、余計な一言が多く人を食ったような性格で、大事なルールを聞かれるまで説明しなかったりとおとぼけ気質な部分もあり、よくアズに踏みつけられている。
5人に対しては必要以上に手助けをしない、メンバーのプライベートな情報は話さないと言うスタンスではあるが、意図せずチョコのプライベート部分に踏み込んでしまったユイナには気を利かせて日頃の怠慢な態度の訳を説明、魔法を使い苦労を実際に経験させようとする事もある。
だが栄子が裏切るとあっさり栄子側につき、店に戻ろうと奮闘するユイナ達に一切協力せず、あくまで中立だったことがわかる。
膳 栄子（ぜん えいこ）
声 - 芹澤優
前橋ウィッチーズの最初の客の女子高生。進路について医科大学への進学を考えているが迷っていた。9話で再登場し、魔女の素質があることがわかる。その後魔女見習い見習いとして見学するが、本性を現してユイナ達を裏切って貯まったマポを全て奪い、ユイナ達を追い出して店を乗っ取ってしまう。それ以降は一人で店を経営し、訪れる客に対して今のままでいいと助言し、努力は虚しい・自分を守れと諭す歌を聴かせて願いを諦めさせる。
三葉 凛子
声 - 東山奈央
保坂 優愛
声 - 鬼頭明里
ユイナの母
声 - 竹内恵美子
元はユイナの祖父の写真屋を饅頭屋に変えて経営している。ユイナと同じく一方的に話し続ける性格。
栄子に店を追い出されてユイナの家に転移したウィッチーズを、友達がいなかったユイナが初めて家に友達を連れてきたと思って喜び、群馬県でよく食べられる「コロッケ煮たやつ」等でもてなす。
悟りの魔女
声 - 桑島法子
（出典：）

## スタッフ
（この節出典：）
- 原作・制作 - サンライズ
- 監督 - 山元隼一
- シリーズ構成・脚本 - 吉田恵里香
- キャラクターデザイン原案 - ユウ イナミ
- キャラクターデザイン - 立花希望
- 衣装デザイン/スタイリスト - 相澤樹
- アイテムデザイン - 板垣徳宏
- コンセプトデザイン - 林絢雯、迫健太郎
- プロップデザイン - 川井康弘
- ウィッチバースデザイン - 今津良樹
- カラースクリプト - 加藤オズワルド
- 美術監督 - 阿久澤奈緒子
- 美術デザイン - 瀬理実穂、真村躍、児玉徹郎
- CGディレクター - 児玉徹郎
- CGモデルディレクター - 高橋将太郎
- 編集 - 長坂智樹
- 色彩設計 - 忽那亜実
- 撮影監督 - 藤田賢治
- 音響効果 - 野崎博樹
- 音響監督 - 長崎行男
- 録音調整 - 森田祐一
- 音楽 - 羽深由理
- 音楽プロデューサー - 森元一貴
- 音楽制作 - バンダイナムコミュージックライブ
- 企画プロデューサー - 谷尚人
- チーフプロデューサー - 田村一彦
- プロデューサー - 石塚真吾
- 製作 - バンダイナムコフィルムワークス、PROJECT MBW

## 主題歌
特記がないものは前橋ウィッチーズが歌唱する。
「スゴすぎ前橋ウィッチーズ!」
オープニングテーマ。作詞はつんく、作曲はTORIENA、編曲は岸田勇気。
本編放映に伴い2025年4月14日に、本楽曲が使用された本編動画が公開された。
「それぞれのドア」
エンディングテーマ。作詞・作曲は雲居ハルカ。
本編放映に伴い2025年4月14日に、本楽曲が使用された本編動画が公開された。
第10話では本編の展開に合わせ映像や音楽が特別仕様となっている。
「夢よ、咲け!」
第1話の挿入歌。作詞は鈴木まなか、作曲はArmySlick、編曲は岸田勇気。
本編放映に伴い2025年4月7日に、本楽曲が使用された本編動画が公開された。
「シャボン・テンション!」
第3話の挿入歌。作詞は松井洋平、作曲は石黑剛、編曲は岸田勇気。
本編放映に伴い2025年4月21日に、本楽曲が使用された本編動画が公開された。
「You Are My World」
第5話の挿入歌。作詞は松﨑涼介、作曲はYUU for YOU、松﨑涼介、編曲は水野谷怜。
本編放映に伴い2025年5月5日に、本楽曲が使用された本編動画が公開された。
「無敵☆PAYAPAYA」
第6話の挿入歌。作詞・作編曲はNOVECHIKA / 齋藤奏太。
本編放映に伴い2025年5月12日に、本楽曲が使用された本編動画が公開された。
「ハピハピハッピーバースデー」
赤城ユイナ（春日さくら）、新里アズ（咲川ひなの）、北原キョウカ（本村玲奈）、上泉マイ（百瀬帆南）による第6話の挿入歌。作詞は吉田恵里香、作編曲は羽深由理。
「Meteor Shower」
第8話の挿入歌。作詞は宮嶋淳子、作曲は長谷川大介、編曲は岸田勇気。
本編放映に伴い2025年5月26日に、本楽曲が使用された本編動画が公開された。
「MATSURI day PARTY!!」
第9話の挿入歌。作詞は牡丹、作曲は清田直人、編曲は岸田勇気。
本編放映に伴い2025年6月2日に、本楽曲が使用された本編動画が公開された。
「メジルシ」
第10話の挿入歌。作詞は岩里祐穂、作曲は清田直人、編曲は岸田勇気。
本編放映に伴い2025年6月9日に、本楽曲が使用された本編動画が公開された。
「Wither」
EIKO（芹澤優）による第11話の挿入歌。作詞は唐沢美帆、作編曲は水野谷怜
「今は小さな蕾でも」
第12話の挿入歌。作詞・作編曲は中村歩 / 菊池博人。
「ユメミ誇れ！ユメ咲き踊れ！」
第12話の挿入歌。作詞は畑亜貴、作編曲は岸田勇気。

## 各話リスト
| 話数   | サブタイトル                         | 絵コンテ     | 演出       | 作画監督 | 総作画監督                          | 初放送日      |
| ------ | ------------------------------------ | ------------ | ---------- | --- | ----------------------------------- | ------------- |
| 第1話  | 現状維持で何が悪いっ!!               | 山元隼一     | 倉富康平   | 小沢久美子 高崎美里 内田百香                                                                                       | 立花希望 板垣徳宏                   | 2025年 4月6日 |
| 第2話  | 服もアンタもペラッペラ               | 山元隼一     | 平田貴大   | 冨澤佳也乃 周美辰 亀田朋幸 北島勇樹 高橋竜弥 飯飼一幸 大峰誠也 三島夕季                                            | 平山円 堀井久美                     | 4月13日       |
| 第3話  | 怠慢と書いて、ありのままと読む       | 加瀬充子     | 辻橋綾佳   | 鄧佳湄 奥嶋大介 小沢久美子 北島勇樹 三橋桜子 大峰誠也 三島夕季                                                     | mosh                                | 4月20日       |
| 第4話  | 100点よりも70点                      | ロマのフ比嘉 | 小坂春女   | 稲熊一晃 内田百香 小沢久美子 飯飼一幸 ビート 高橋竜弥                                                              | 板垣徳宏                            | 4月27日       |
| 第5話  | それ100%の70%?                       | 倉富康平     | 倉富康平   | 小沢久美子 高崎美里 周美辰 冨澤佳也乃 木村行隆 江森真理子 堀澤聡志                                                 | 平山円 堀井久美 三橋桜子 板垣徳宏   | 5月4日        |
| 第6話  | チョコのまんまるチョコケーキ         | 古田丈司     | 久米和貴子 | 稲熊一晃 高橋竜弥 ビート Linnea Kataja Bellamy Luna Brooks PUK Nyki Dominique Santos Resuello Duong Juffles 王业臻 | 内田百香                            | 5月11日       |
| 第7話  | しんどい時しんどいって言うのしんどい | ロマのフ比嘉 | 平田貴大   | 西島加奈 中本尚 髙久美弥                                                                                           | 立花希望                            | 5月18日       |
| 第8話  | キョウカちゃんって馬鹿なんだね       | 加瀬充子     | 小坂春女   | 稲熊一晃 小沢久美子 高橋竜弥 北島勇樹 冨澤佳也乃 三橋桜子                                                          | 三橋桜子 板垣徳宏                   | 5月25日       |
| 第9話  | 前橋ウィッチーズは永遠不滅           | ロマのフ比嘉 | 辻橋綾佳   | 鄧佳湄 高崎美里 亀田朋幸 北島勇樹 髙久美弥 中本尚                                                                  | 平山円 堀井久美                     | 6月1日        |
| 第10話 | 今日のこと、忘れても忘れないよ       | 平川哲生     | 久米和貴子 | 高橋竜弥 ビート 武本大介 木村行隆 北島勇樹 Linnea Kataja Bellamy Luna Brooks                                       | 板垣徳宏 三橋桜子 内田百香 立花希望 | 6月8日        |
| 第11話 | ……どちら様ですか?                    | ロマのフ比嘉 | 加瀬充子   | 堀澤聡志 稲熊一晃 周美辰 冨澤佳也乃 高崎美里                                                                       | mosh                                | 6月15日       |
| 第12話 | 魔女はもういいかなって               | 山元隼一     | 山元隼一   | 平山円 堀井久美 堀澤聡志 冨澤佳也乃 鄧佳湄 稲熊一晃 ビート 福地和浩 三橋桜子 内田百香 橋本治奈 小沢久美子          | 立花希望                            | 6月22日       |

## 放送局
| 放送期間                | 放送時間                     | 放送局       | 対象地域 | 備考                                 |
| ----------------------- | ---------------------------- | ------------ | -------- | ------------------------------------ |
| 2025年4月6日 - 6月22日  | 日曜 22:30 - 23:00           | TOKYO MX     | 東京都   |                                      |
|                         | 日曜 23:30 - 月曜 0:00       | サンテレビ   | 兵庫県   |                                      |
| 2025年4月7日 - 6月23日  | 月曜 0:00 - 0:30（日曜深夜） | KBS京都      | 京都府   |                                      |
|                         | 月曜 0:30 - 1:00（日曜深夜） | BS11         | 日本全域 | 製作参加 / BS放送 / 『ANIME+』枠     |
|                         | 月曜 1:20 - 1:50（日曜深夜） | テレビ愛知   | 愛知県   |                                      |
|                         | 月曜 1:45 - 2:15（日曜深夜） | 北海道テレビ | 北海道   |                                      |
|                         | 月曜 1:50 - 2:20（日曜深夜） | 静岡放送     | 静岡県   | 『スーパーアニメ6区』枠              |
|                         | 月曜 1:53 - 2:23（日曜深夜） | RKB毎日放送  | 福岡県   |                                      |
|                         | 月曜 20:00 - 20:30           | AT-X         | 日本全域 | CS放送 / 字幕放送 / リピート放送あり |
| 2025年4月11日 - 6月27日 | 金曜 1:35 - 2:05（木曜深夜） | 山形テレビ   | 山形県   |                                      |
|                         |                              | テレビ愛媛   | 愛媛県   |                                      |
|                         | 金曜 1:45 - 2:15（木曜深夜） | 新潟テレビ21 | 新潟県   |                                      |
|                         | 金曜 2:15 - 2:45（木曜深夜） | 北陸朝日放送 | 石川県   |                                      |
|                         | 金曜 23:30 - 土曜 0:00       | 群馬テレビ   | 群馬県   | 作品の舞台地                         |
| 2025年4月15日 -         | 火曜 1:20 - 1:50（月曜深夜） | 秋田朝日放送 | 秋田県   |                                      |
| 2025年4月24日 -         | 木曜 1:18 - 1:50（水曜深夜） | 長崎文化放送 | 長崎県   | 『あに。』枠                         |

| 配信開始日   | 配信時間                | 配信サイト | 備考           |
| ------------ | ----------------------- | --- | -------------- |
| 2025年4月6日 | 日曜 23:00 以降順次更新 | Prime Video U-NEXT dアニメストア ABEMA DMM TV FOD バンダイチャンネル アニメ放題 Lemino TELASA J:COM STREAM milplus Pontaパス ふらっと動画 | 見放題配信     |
|              |                         | Prime Video バンダイチャンネル TELASA J:COM STREAM milplus HAPPY!動画 ニコニコチャンネル Hulu YouTube （レンタル）                        | 都度課金配信   |
|              |                         | ABEMA | 見逃し無料配信 |

## BD
| 巻 | 発売日             | 収録話         | 規格品番  |
| -- | ------------------ | -------------- | --------- |
| 1  | 2025年5月28日      | 第1話・第2話   | BCXA-1976 |
| 2  | 2025年6月25日      | 第3話・第4話   | BCXA-1977 |
| 3  | 2025年7月30日      | 第5話・第6話   | BCXA-1978 |
| 4  | 2025年8月27日予定  | 第7話・第8話   | BCXA-1979 |
| 5  | 2025年9月24日予定  | 第9話・第10話  | BCXA-1980 |
| 6  | 2025年10月29日予定 | 第11話・第12話 | BCXA-1981 |

## CD
| #  | タイトル                                      | 作詞     | 作曲     | 編曲     |
| -- | --------------------------------------------- | -------- | -------- | -------- |
| 1. | 「スゴすぎ前橋ウィッチーズ！」                | つんく   | TORIENA  | 岸田勇気 |
| 2. | 「うちらの花屋は黙ってない！」                | 岩里祐穂 | 清田直人 | 菊池博人 |
| 3. | 「スゴすぎ前橋ウィッチーズ！ (Instrumental)」 |          |          |          |
| 4. | 「うちらの花屋は黙ってない！ (Instrumental)」 |          |          |          |

| #  | タイトル                          | 作詞・作曲  | 編曲        |
| -- | --------------------------------- | ----------- | ----------- |
| 1. | 「それぞれのドア」                | 雲居ハルカ  | 岸田勇気    |
| 2. | 「1,2,3 Magic!」                  | ChawongChaw | ChawongChaw |
| 3. | 「それぞれのドア (Instrumental)」 |             |             |
| 4. | 「1,2,3 Magic! (Instrumental)」   |             |             |

| #  | タイトル                                        | 作詞 | 作曲・編曲 |
| -- | ----------------------------------------------- | ---- | ---------- |
| 1. | 「スゴすぎ前橋ウィッチーズ!（アズ Solo Ver.）」 |      |            |
| 2. | 「うちらの花屋は黙ってない（アズ Solo Ver.）」  |      |            |
| 3. | 「1,2,3 Magic!（アズ Solo Ver.）」              |      |            |
| 4. | 「それぞれのドア（アズ Solo Ver.）」            |      |            |

| #  | タイトル                                      | 作詞        | 作曲        | 編曲        |
| -- | --------------------------------------------- | ----------- | ----------- | ----------- |
| 1. | 「スゴすぎ前橋ウィッチーズ！」                | つんく      | TORIENA     | 岸田勇気    |
| 2. | 「それぞれのドア」                            | 雲居ハルカ  | 雲居ハルカ  | 岸田勇気    |
| 3. | 「絢爛SHOWTIME!!」                            | ChawongChaw | ChawongChaw | ChawongChaw |
| 4. | 「スゴすぎ前橋ウィッチーズ！ (Instrumental)」 |             |             |             |
| 5. | 「それぞれのドア (Instrumental)」             |             |             |             |
| 6. | 「絢爛SHOWTIME!! (Instrumental)」             |             |             |             |

| #  | タイトル                                      | 作詞       | 作曲         | 編曲     |
| -- | --------------------------------------------- | ---------- | ------------ | -------- |
| 1. | 「それぞれのドア」                            | 雲居ハルカ | 雲居ハルカ   | 岸田勇気 |
| 2. | 「スゴすぎ前橋ウィッチーズ！」                | つんく     | TORIENA      | 岸田勇気 |
| 3. | 「MAKASETENE」                                | FUJI       | FUJI、宮川麿 | 宮川麿   |
| 4. | 「それぞれのドア (Instrumental)」             |            |              |          |
| 5. | 「スゴすぎ前橋ウィッチーズ！ (Instrumental)」 |            |              |          |
| 6. | 「MAKASETENE (Instrumental)」                 |            |              |          |

| #  | タイトル                                        | 作詞 | 作曲・編曲 |
| -- | ----------------------------------------------- | ---- | ---------- |
| 1. | 「スゴすぎ前橋ウィッチーズ!（マイ Solo Ver.）」 |      |            |
| 2. | 「うちらの花屋は黙ってない（マイ Solo Ver.）」  |      |            |
| 3. | 「1,2,3 Magic!（マイ Solo Ver.）」              |      |            |
| 4. | 「それぞれのドア（マイ Solo Ver.）」            |      |            |

| #  | タイトル                                          | 作詞 | 作曲・編曲 |
| -- | ------------------------------------------------- | ---- | ---------- |
| 1. | 「スゴすぎ前橋ウィッチーズ!（チョコ Solo Ver.）」 |      |            |
| 2. | 「うちらの花屋は黙ってない（チョコ Solo Ver.）」  |      |            |
| 3. | 「1,2,3 Magic!（チョコ Solo Ver.）」              |      |            |
| 4. | 「それぞれのドア（チョコ Solo Ver.）」            |      |            |

| #  | タイトル                                            | 作詞 | 作曲・編曲 |
| -- | --------------------------------------------------- | ---- | ---------- |
| 1. | 「スゴすぎ前橋ウィッチーズ!（キョウカ Solo Ver.）」 |      |            |
| 2. | 「うちらの花屋は黙ってない（キョウカ Solo Ver.）」  |      |            |
| 3. | 「1,2,3 Magic!（キョウカ Solo Ver.）」              |      |            |
| 4. | 「それぞれのドア（キョウカ Solo Ver.）」            |      |            |

| #   | タイトル                           | 作詞                | 作曲                            | 編曲                |
| --- | ---------------------------------- | ------------------- | ------------------------------- | ------------------- |
| 1.  | 「スゴすぎ前橋ウィッチーズ！」     | つんく              | TORIENA                         | 岸田勇気            |
| 2.  | 「夢よ、咲け！」                   | 鈴木まなか          | ArmySlick、常楽寺澪             | 岸田勇気            |
| 3.  | 「ドリーミードリーミーフラワー」   | NOVECHIKA、齋藤奏太 | NOVECHIKA、齋藤奏太             | NOVECHIKA、齋藤奏太 |
| 4.  | 「シャボン・テンション！」         | 松井洋平            | 石黑剛、常楽寺澪                | 岸田勇気            |
| 5.  | 「GAPPO ＆ GAPPO (feat.ケロッペ)」 | Giz'Mo (from Jam9)  | Giz'Mo (from Jam9)、YUU for YOU | YUU for YOU         |
| 6.  | 「You Are My World」               | 松﨑涼介            | 松﨑涼介、YUU for YOU           | 水野谷怜            |
| 7.  | 「無敵☆PAYAPAYA」                  | NOVECHIKA、齋藤奏太 | NOVECHIKA、齋藤奏太             | NOVECHIKA、齋藤奏太 |
| 8.  | 「推せる想いをぶつけちゃお？☆」    | 菊池博人            | 菊池博人                        | 菊池博人            |
| 9.  | 「Meteor Shower」                  | 宮嶋淳子            | 長谷川大介                      | 岸田勇気            |
| 10. | 「花たちはどんな夢を見る」         | 高瀬愛虹            | 要田健                          | 要田健              |

| 全作曲: 羽深由理。 |                                 |      |            |
| #                  | タイトル                        | 作詞 | 作曲・編曲 |
| 1.                 | 「前橋ウィッチーズのテーマ」    |      | 羽深由理   |
| 2.                 | 「前橋のテーマ」                |      | 羽深由理   |
| 3.                 | 「Let's WITCH-VERSE」           |      | 羽深由理   |
| 4.                 | 「Rosy Chit-Chat」              |      | 羽深由理   |
| 5.                 | 「Yuina」                       |      | 羽深由理   |
| 6.                 | 「Azu」                         |      | 羽深由理   |
| 7.                 | 「Choco」                       |      | 羽深由理   |
| 8.                 | 「Kyoka」                       |      | 羽深由理   |
| 9.                 | 「Mai」                         |      | 羽深由理   |
| 10.                | 「Emo-Emo Groove」              |      | 羽深由理   |
| 11.                | 「How Can the Heart Bloom?」    |      | 羽深由理   |
| 12.                | 「Fading Echoes」               |      | 羽深由理   |
| 13.                | 「Twilight Lilies」             |      | 羽深由理   |
| 14.                | 「OPEN if You Wish」            |      | 羽深由理   |
| 15.                | 「Keroppe」                     |      | 羽深由理   |
| 16.                | 「The Mystic Flower Shop」      |      | 羽深由理   |
| 17.                | 「Fading Petals, Rising Dread」 |      | 羽深由理   |
| 18.                | 「A Dance of Thorns」           |      | 羽深由理   |
| 19.                | 「Yuina’s Floral Fantasy」      |      | 羽深由理   |
| 20.                | 「Poppy Panic」                 |      | 羽深由理   |
| 21.                | 「Ring of Donuts」              |      | 羽深由理   |

| 全作曲: 羽深由理。 |                                   |      |            |
| #                  | タイトル                          | 作詞 | 作曲・編曲 |
| 1.                 | 「Late Afternoon」                |      | 羽深由理   |
| 2.                 | 「Late Afternoon – Sideways」     |      | 羽深由理   |
| 3.                 | 「Our Magic」                     |      | 羽深由理   |
| 4.                 | 「Azu Was Here」                  |      | 羽深由理   |
| 5.                 | 「A Whisper of Thorns」           |      | 羽深由理   |
| 6.                 | 「Not Alone」                     |      | 羽深由理   |
| 7.                 | 「Maebashi Witches: Reprise」     |      | 羽深由理   |
| 8.                 | 「Petals on Edge」                |      | 羽深由理   |
| 9.                 | 「Playground of MBW」             |      | 羽深由理   |
| 10.                | 「Playground of MBW - Fanfare」   |      | 羽深由理   |
| 11.                | 「Let's WITCH-VERSE – Game Mode」 |      | 羽深由理   |
| 12.                | 「Why Did You?」                  |      | 羽深由理   |
| 13.                | 「Eiko’s Flower Shop」            |      | 羽深由理   |
| 14.                | 「Kyoka’s Room」                  |      | 羽深由理   |
| 15.                | 「I Can」                         |      | 羽深由理   |
| 16.                | 「Chiyoko」                       |      | 羽深由理   |
| 17.                | 「When It Hurts (feat. Luschka)」 |      | 羽深由理   |
| 18.                | 「Forever Witches」               |      | 羽深由理   |
| 19.                | 「Eiko」                          |      | 羽深由理   |
| 20.                | 「The Witch’s Eden」              |      | 羽深由理   |
| 21.                | 「Back for the Bloom」            |      | 羽深由理   |
| 22.                | 「The Truth is」                  |      | 羽深由理   |
| 23.                | 「Epilogue」                      |      | 羽深由理   |

| #   | タイトル                                    | 作詞                | 作曲                  | 編曲                | アーティスト     |
| --- | ------------------------------------------- | ------------------- | --------------------- | ------------------- | ---------------- |
| 1.  | 「スゴすぎ前橋ウィッチーズ！ (Anime Size)」 | つんく              | TORIENA               | 岸田勇気            | 前橋ウィッチーズ |
| 2.  | 「夢よ、咲け！ (Anime Size)」               | 鈴木まなか          | ArmySlick、常楽寺澪   | 岸田勇気            | 前橋ウィッチーズ |
| 3.  | 「シャボン・テンション！ (Anime Version)」  | 松井洋平            | 石黑剛、常楽寺澪      | 岸田勇気            | 前橋ウィッチーズ |
| 4.  | 「You Are My World (Anime Size)」           | 松﨑涼介            | 松﨑涼介、YUU for YOU | 水野谷怜            | 前橋ウィッチーズ |
| 5.  | 「それぞれのドア (Anime #5,6 Version)」     | 雲居ハルカ          | 雲居ハルカ            | 岸田勇気            | 前橋ウィッチーズ |
| 6.  | 「無敵☆PAYAPAYA (Short Size)」              | NOVECHIKA、齋藤奏太 | NOVECHIKA、齋藤奏太   | NOVECHIKA、齋藤奏太 | 前橋ウィッチーズ |
| 7.  | 「ハピハピハッピーバースデー」              | 吉田恵里香          | 羽深由理              | 羽深由理            | 前橋ウィッチーズ |
| 8.  | 「それぞれのドア (Anime #7 Version)」       | 雲居ハルカ          | 雲居ハルカ            | 岸田勇気            | 前橋ウィッチーズ |
| 9.  | 「Meteor Shower (Anime Size)」              | 宮嶋淳子            | 長谷川大介            | 岸田勇気            | 前橋ウィッチーズ |
| 10. | 「MATSURI day PARTY!! (Anime Size)」        | 牡丹                | 清田直人              | 岸田勇気            | 前橋ウィッチーズ |
| 11. | 「メジルシ」                                | 岩里祐穂            | 清田直人              | 岸田勇気            | 前橋ウィッチーズ |
| 12. | 「それぞれのドア (Anime #10 Version)」      | 雲居ハルカ          | 雲居ハルカ            | 岸田勇気            | 前橋ウィッチーズ |
| 13. | 「Wither (Anime Size)」                     | 唐沢美帆            | 水野谷怜              | 水野谷怜            | EIKO（芹澤優）   |
| 14. | 「今は小さな蕾でも (Anime Size)」           | 中村歩、菊池博人    | 中村歩、菊池博人      | 菊池博人、中村歩    | 前橋ウィッチーズ |
| 15. | 「ユメミ誇レ！ユメ咲キ踊レ！ (Anime Size)」 | 畑亜貴              | 岸田勇気              | 岸田勇気            | 前橋ウィッチーズ |
| 16. | 「それぞれのドア (Anime Size)」             | 雲居ハルカ          | 雲居ハルカ            | 岸田勇気            | 前橋ウィッチーズ |

### ユニットメンバー
1. ↑  赤城ユイナ（春日さくら）、新里アズ（咲川ひなの）、北原キョウカ（本村玲奈）、三俣チョコ（三波春香）、上泉マイ（百瀬帆南）